# Ланцевский сельский совет
Ланцевский сельский совет (укр. Ланцівська сільська рада) — входит в состав
Бильмакского района
Запорожской области
Украины.
Административный центр сельского совета находится в 
с. Ланцевое.

## Населённые пункты совета
- с. Ланцевое